# آيت أو منصف (فم العنصر)
آيت أو منصف هي إحدى مشيخات المملكة المغربية، تتبع جغرافيا لإقليم بني ملال وإداريًا لفم العنصر. يقدر عدد سكانها بـ 7877 نسمة حسب الإحصاء الرسمي للسكان والسكنى لسنة 2004.